# (74320) 1998 UX17
(74320) 1998 UX17 – planetoida z pasa głównego asteroid okrążająca Słońce w ciągu 5,11 lat w średniej odległości 2,97 j.a. Odkryta 19 października 1998 roku.